# Арбедо-Кастіоне
Арбедо-Кастіоне (італ. Arbedo-Castione) — громада  в Швейцарії в кантоні Тічино, округ Беллінцона.

## Географія
Громада розташована на відстані близько 150 км на південний схід від Берна, 4 км на північний схід від Беллінцони.
Арбедо-Кастіоне має площу 21,4 км², з яких на 9,8% дозволяється будівництво (житлове та будівництво доріг), 6,8% використовуються в сільськогосподарських цілях, 78,5% зайнято лісами, 4,9% не є продуктивними (річки, льодовики або гори).

## Демографія
2019 року в громаді мешкало 5057 осіб (+18,7% порівняно з 2010 роком), іноземців було 27,6%. Густота населення становила 236 осіб/км².
За віковим діапазоном населення розподілялося таким чином: 18,8% — особи молодші 20 років, 62,5% — особи у віці 20—64 років, 18,7% — особи у віці 65 років та старші. Було 2287 помешкань (у середньому 2,2 особи в помешканні).
Із загальної кількості 2771 працюючого 28 було зайнятих в первинному секторі, 564 — в обробній промисловості, 2179 — в галузі послуг.